# Maxine
Karlee Leilani Perez (* 19. dubna 1986) je americká modelka a profesionální wrestlerka. Nejvíce známa je pro svoje působení ve WWE v rosteru v NXT v minulosti pod ringovým jménem Maxine.
Karlee začala svoji kariéru jako modelka a profesionální wrestlerka v roce 2009. Poté podepsala vývojovou smlouvu s World Wrestling Entertaiment a začala zápasit ve vývojovém středisku Florida Championship Wrestling (FCW) kde později byla všeobecná manažerka. V září 2010 se účastnila třetí sezóny soutěže NXT. Byla ale eliminována jako druhá. V srpnu 2010 se do NXT vrátila jako přítelkyně Derricka Batemana.

## World Wrestling Entertaiment / WWE

### Florida Championship Wrestling (2009-současnost)
V roce 2009 podepsala Karlee vývojovou smlouvu s WWE a později byla přidělena do FCW. Tam debutovala pod jménem Candy Girl ve týmovém handicap zápase kde se spojila k vítěznému týmu s Aliciou Fox a Rosou Mendes proti Tiffany a Angele. Později si změnila ringové na Liviana a stala se manažerkou Sweet Papi Sanchez. Účastnila se i zápasu kde musela porazit 8 dalších wrestlerek aby se stala FCW Divas šampionkou. Byla ale eliminována od Naomi už v prvním kole. Po návratu do FCW pod jménem Maxine se stala úřadující všeobecnou manažerkou a vytvořila tým s Aksanou, Lucky Cannon a Damien Sandow. V jedné epizodě Naomi porazila Aksanu a získala titul FCW královny. Za to ji Maxine chtěla napadnout, v tom jí ale zabránila AJ. Dne 11. března 2012 byla Maxine ze svého místa manažerky vyhozena a nahrazena Summer Rae.

### NXT (2010-2012)
31. srpna v epizodě NXT bylo oznámeno, že Maxine bude soutěžit v třetí sezóně NXT pod jménem Maxine a Alicia Fox bude její manažerka. 7. září se v této show účastnila soutěží "Taneční battle" a "Získej vlajku". V nich ale skončila neúspěšně a také společně s Aliciou Fox byly poraženy Kelly Kelly a Naomi. V další soutěži, "Ukaž svůj talent", upekla koláč jako omluvu pro Hornswoggle, ten ale skončil v jejím obličeji. 2. listopadu prohrála "Líbací soutěž" a později ten večer byla ze soutěže vyřazena. O měsíc později se vrátila ale s Aliciou Fox prohrála proti AJ a Bella Twins.
O rok později od vyřazení se Maxine vrátila jako přítelkyně Derricka Batemana a byla zapojena do feudu proti AJ a Titus O`Neil. Později začal být tento pár známý jako "BateMax". Svůj per-pay-view debut udělala Maxine na Survivor Series 2011 jako jedna z divas okolo ringu při lumberjillním zápase o Divas šampionát mezi Nikki Bellou a Beth Phoenix, který Nikki vyhrála.
28. června 2012 bylo oznámeno, že Karlee tuto společnost opustila. Karlee řekla že se nechystá zapojit se do další wrestlingové organizace.

## Osobní život
Karlee je španělského, kubánského, italského, čínského a havajského původu. 14. června 2009 byla v Tampě na Floridě zatčena kvůli podezření z řízení pod vlivem alkoholu. K zatčení došlo v jednu hodinu ráno. Po zaplacení pokuty byla propuštěna.

## Ve wrestlingu
Zakončovací chvaty
- Dragon sleeper - 2012-současnost
- Maximum Destruction - 2011
- Sitout facebuster - FCW

Manažeři
- Alicia Fox
- Aksana
- Derrick Bateman
- Johnny Curtis

Jako manažerka
- Abraham Washington
- Sweet Papi Sanchez
- Lucky Cannon
- Damien Sandow
- Alicia Fox
- Aksana
- Derrick Bateman

Přezdívky
- "BateMax" - s Derrickem Batemanem

Theme songy
- "Come 'N Get It" od James Driscoll, John Hunter, Jonathan Slott, a Nicholas Seeley (23. srpna 2011-2012)